# Ommatoiulus nivalis
Ommatoiulus nivalis är en mångfotingart som först beskrevs av Christoph D. Schubart 1959.  Ommatoiulus nivalis ingår i släktet Ommatoiulus och familjen kejsardubbelfotingar. Inga underarter finns listade i Catalogue of Life.